# Крупская, Людмила Тимофеевна
Людмила Тимофеевна Крупская (род. 1 июня 1938 года) — советский и российский учёный в области биологии, специалист в области изучения проблем рационального природопользования в процессе освоения недр, доктор биологических наук (1995), профессор (1995). Лауреат Премии РАН имени Н. В. Мельникова (1995). Заслуженный эколог Российской Федерации (1998).

## Биография
Родилась 1 июня 1938 года в селе Керби Дальневосточного края (ныне - Село имени Полины Осипенко Хабаровского края).
С 1955 по 1960 год обучалась на биологическом факультете Хабаровского государственного педагогического института, с 1969 по 1972 год обучалась в аспирантуре по кафедре почвоведения этого института.
С 1960 по 1963 год на педагогической работе в Охотской средней школе в качестве учителя химии и биологии. С 1963 по 1983 и с 2011 года на научно-исследовательской работе  в Дальневосточный НИИ лесного хозяйства в качестве младшего и старшего научного сотрудника, с 2011 года — главный научный сотрудник этого института. С 1983 по 1986 год на научной работе в Государственном институте земельных ресурсов. 
С 1986 по 2011 год на научно-исследовательской работе в Институте горного дела Дальневосточного научного центра АН СССР (с 1987 года — Дальневосточное отделение АН СССР, с 1991 года — ДВО РАН) в качестве старшего научного сотрудника, ведущего научного сотрудника и главного научного сотрудника — руководителя лаборатории экологических проблем освоения минеральных ресурсов. 
С 2001 года помимо научной занималась и педагогической работой в Тихоокеанском государственном университете в качестве профессора кафедры экологии, природопользование и безопасность жизнедеятельности.

### Научно-педагогическая деятельность и вклад в науку
Основная научно-педагогическая деятельность Л. Т. Крупской была связана с вопросами в области лесной экологии, геохимии горного техногенеза, экологии горного производства, мониторинга изменения объектов окружающей среды и охраны окружающей среды, занималась исследованиями в области проблем рационального природопользования в процессе освоения недр и рекультивации нарушенных горными работами земель. 
Л. Т. Крупская является членом Диссертационных советов Биолого-почвенного  института ДВО РАН и Института водных экологических проблем ДВО РАН. Л. Т. Крупская являлась участником и докладчиком на всесоюзных, всероссийских и международных  конференциях и совещаний, в том числе на: Всесоюзной конференции по использованию и воспроизводству лесных ресурсов Дальнего Востока (1972), Всесоюзного совещания по биогеоценологии и методам учета продукции в еловых лесах (1973),  Всесоюзного совещания по водоохранно-защитной роли горных лесов (1976), Всесоюзного совещания по биологической продуктивности почв и ее увеличение в интересах народного хозяйства (1978), Всесоюзной конференции по прогнозу изменения криогенных почв под влиянием хозяйственного освоения территорий (1980), Всесоюзного общества почвоведов (1981), Всесоюзной научно-практической конференции «Задачи землеустроительных органов в реализации продовольственной программы СССР» (1984), XI Всесоюзного симпозиума «Биологические проблемы Севера» (1986), VIII Всесоюзного съезда почвоведов (1989), Всероссийскому съезду по охране природы (1995), III Международная конференция «Освоение Севера и проблемы рекультивации» (1996), II Международная конференция «Криопедология-97», III Международной конференции «Освоение Севера и проблемы рекультивации» и Международной конференции «Проблемы антропогенного почвообразования» (1997). 
В 1972 году защитила кандидатскую диссертацию по теме: «Органическое вещество почв ельников зеленомошной группы», в 1995 году — докторскую диссертацию на соискание учёной степени доктор биологических наук по теме: «Техногенное разрушение почв на горных предприятиях Дальнего Востока и их рекультивация». В 1995 году приказом ВАК ей было присвоено учёное звание профессор по специальности «Геоэкология». Л. Т. Крупской было написано более двухсот семи научных работ, семи монографий и учебников для высших учебных заведений, ей принадлежит тринадцать свидетельств на изобретения, её работы печатались  в ведущих научных журналах, в том числе в Горном журнале и  География и природные ресурсы. Под её руководством было подготовлено пять кандидатов и два доктора наук.

## Основные труды
- Формирование и свойства лесных подстилок в ельниках Северного Сихотэ-Алиня. - Хабаровск, 1977. - 207 с.
- Охрана и рациональное использование земель на горных предприятиях Приамурья и Приморья / Л. Т. Крупская; Акад. наук, Дальневост. отд-ние, Ин-т горн. дела, Приамур. рус. геогр. о-во. - Хабаровск : Приамур. геогр. о-во, 1992. - 175 с.
- Техногенное разрушение почв на горных предприятиях юга Дальнего Востока России и их рекультивация. - Хабаровск, 1994. - 325 с.
- Экологические основы рационального землепользования при освоении россыпных месторождений Дальнего Востока / Л. Т. Крупская, Ю. А. Мамаев и др.; Рос. акад. наук, Дальневост. отд-ние, Ин-т горного дела. - Владивосток ; Хабаровск : ИГД, 1997. - 76 с. ISBN 5-7442-1460-7
- Техногенное разрушение почв и их воссоздание / А. М. Ивлев, А. Т. Крупская, А. М. Дербенцева; М-во общ. и проф. образования РФ. Дальневост. гос. ун-т. - Владивосток : Изд-во Дальневост. ун-та, 1998. - 65 с. ISBN 5-7444-0842-8
- Оценка трансформации экосистем под воздействием горного производства на юге Дальнего Востока : Монография / Л.Т. Крупская, Б.Г. Саксин, А.М. Ивлев и др.; Рос. акад. наук. Дальневост. отд-ние, Ин-т горн. дела. - Хабаровск : Изд-во ХГТУ, 2001. - 192 с. ISBN 5-7389-0165-7
- Оценка экологического состояния почв эрозионно-русловых систем юга Дальнего Востока : учебное пособие / А. И. Степанова, А. М. Дербенцева, Л. Т. Крупская ; М-во образования и науки Российской Федерации, Федеральное агентство по образованию, Дальневосточный гос. ун-т, Каф. гидрологии суши и охраны водных ресурсов, Каф. почвоведения и экологии почв. - Владивосток : Изд-во Дальневосточного ун-та, 2006. - 77 с. ISBN 5-7444-1893-8
- Геоэкология ландшафтов зоны влияния отходов переработки оловорудного сырья в бассейне р. Амур: монография / Л. Т. Крупская; М-во образования и науки Российской Федерации, Дальневосточное отд-ние Российской акад. наук, Ин-т горного дела по образованию [и др.]. - Владивосток : Изд-во Дальневосточного ун-та, 2010. - 201 с. ISBN 978-5-7444-2405-3
- Рекультивация техногенных поверхностных образований: учебное пособие для студентов высших учебных заведений / Л. Т. Крупская; М-во образования и науки Российской Федерации, Биолого-почвенный ин-т ДВО РАН, Дальневосточный федеральный ун-т, Каф. почвоведения и экологии почв. - Владивосток : Изд-во Дальневосточного ун-та, 2011. - 154 с. ISBN 978-5-7444-2533-3
- Горнопромышленные техногенные системы и их воздействие на объекты окружающей среды в процессе золотодобычи / Л. Т. Крупская; Федеральное гос. бюджетное учреждение науки Дальневосточный геологический ин-т Дальневосточного отд-ния Российской акад. наук [и др.]. - Владивосток : Дальнаука, 2013. - 142 с. ISBN 978-5-8044-1420-8
- Техногенные образования и их рекультивация: учебное пособие / Л. Т. Крупская, Д. А. Голубев, В. А. Морин ; М-во образования и науки Российской Федерации, Тихоокеанский гос. ун-т, Дальневосточный научно-исследовательский ин-т лесного хоз-ва. - Хабаровск : Изд-во Дальневосточного научно-исследовательского ин-та лесного хоз-ва (ДальНИИЛХ), 2014. - 143 с.  ISBN 978-5-93539-133-1
- Разработка новых методов восстановления лесной растительности и использование рекультивированных земель: монография / Л. Т. Крупская и др. ; отв. ред. Л. А. Земнухова; Тихоокеанский гос. ун-т [и др.]. - Владивосток : Дальневосточный федеральный ун-т, 2016. - 278 с. ISBN 978-5-7444-3715-2
- Влияние отходов переработки золоторудного сырья на объекты окружающей среды и разработка способа их доочистки: монография / Л. Т. Крупская  и др.; М-во образования и науки Российской Федерации [и др.]. - Хабаровск : Изд-во ТОГУ, 2017. - 183 с.  ISBN 978-5-7389-2390-6
- Горное дело и окружающая среда: учебное пособие / Л. П. Майорова, Л. Т. Крупская, А. А. Черенцова ; Министерство образования и науки Российской Федерации, Федеральное государственное бюджетное образовательное учреждение высшего образования "Тихоокеанский государственный университет". - Хабаровск : Изд-во ТОГУ, 2017. - 179 с. ISBN 978-5-7389-2414-9
- Оценка техногенного загрязнения почвенно-растительного покрова районов золотодобычи (на примере Кербинского прииска Хабаровского края): монография / Е. А. Ромашкина, Л. Т. Крупская. - Хабаровск : Изд-во ТОГУ, 2018. - 163 с. ISBN 978-5-7389-2494-1
- Виталий Алексеевич Морин : к 80-летию со дня рождения : библиографическое пособие / сост.: Л. Т. Крупская. - Хабаровск : ДальНИИЛХ, 2019. - 56 с. ISBN 978-5-93539-138-6
- Эколого-геохимические основы оценки влияния техногенной системы на окружающую среду и ее охрана (на примере закрытого горного предприятия "Солнечный ГОК") : монография / Л. Т. Крупская, В. П. Зверева, Л. П. Майорова; научный редактор И. В. Шугалей ; Министерство науки и высшего образования Российской Федерации, Федеральное государственное бюджетное образовательное учреждение высшего образования "Тихоокеанский государственный университет" [и др.]. - Хабаровск : Изд-во ТОГУ, 2019. - 259 с.  ISBN 978-5-7389-2792-8
- Почвы ландшафтов Приморья (Рабочая классификация) : учебное пособие для студентов высших учебных заведений / О. В. Нестерова, Л. Н. Пуртова, Л. Т. Крупская; Дальневосточный федеральный университет, ФНЦ биоразнообразия наземной биоты Восточной Азии ДВО РАН, Дальневосточное отделение Всероссийского общества почвоведов им. В. В. Докучаева. - Изд. 2-е, доп. и испр. - Владивосток : ДВФУ, 2020. ISBN 978-5-7444-4832-5
- Оценка влияния техногенной системы на окружающую среду и ее охрана в бассейне реки Рудная : монография / Л. Т. Крупская, В. П. Зверева, Л. П. Майорова; научный редактор И. В. Шугалей ; Министерство науки и высшего образования Российской Федерации, Федеральное государственное бюджетное образовательное учреждение высшего образования "Тихоокеанский государственный университет" [и др.]. - Хабаровск : Изд-во ТОГУ, 2021. - 387 с. ISBN 978-5-7389-3223-6[3]

## Награды
- Заслуженный эколог Российской Федерации (1998 — «За  заслуги  в  охране  окружающей  среды и природных ресурсов»)[4]
- Премия РАН имени Н. В. Мельникова (1995 — за монографию «Охрана и рациональное использование земель на горных предприятиях Приамурья и Приморья»)[5]